# Saison WNBA 2023
Navigation
Saison 2022 Saison 2024
La saison WNBA 2023 est la 27e saison de la Women's National Basketball Association (WNBA). Les Aces de Las Vegas sont les championnes en titre.
La saison régulière a été étendue à 40 matchs par équipe, devenant la saison avec le plus grand nombre de matchs disputée en une seule saison WNBA. Cette saison est également la deuxième année consécutive que les séries éliminatoires sont dans un format de séries éliminatoire après 2022. Le premier tour utilise un format de deux victoires pour passer au tour suivant, la tête de série la plus élevée accueille les deux premiers matchs (différent du format utilisé en 2015). Les demi-finales et les finales WNBA restent une série au meilleur des cinq match.
Le changement le plus important apporté à la ligue cette saison est l'application de la « clause de priorité » dans la convention collective entre la ligue et l'syndicat des joueuses. Celles qui manquent le début de la saison régulière sont suspendues,.

## Contexte

### Clause de priorité
Le changement le plus important apporté à la ligue cette saison est l'application de la « clause de priorité » dans la convention collective 2020-2027 conclue entre la ligue et le syndicat des joueuses. Pour cette saison, les joueuses ayant plus de deux saisons de service antérieur à la WNBA qui ne se présentent pas à leurs équipes avant le début désigné du camp d'entraînement ou le 1er mai, selon la date la plus tardive, s'exposent à une amendes. Celles qui manquent le début de la saison régulière sont suspendues. À partir de 2024, les joueuses qui manquent le début du camp d'entraînement sont suspendues pour la saison. Cela entraîne le forfait de joueuses européennes comme Astou Ndour, Emma Meesseman (qui estime la règle « injuste ») et Gabby Williams,. Pour Sue Bird, joueuse qui avait participé aux négociations, la clause de priorité est une concession faite par le syndicat à la ligue contre la mise en œuvre du congé maternité et des augmentations de salaires, mais elle défend également l'esprit de la règle « Je veux que la WNBA soit la seule ligue où jouer. Je veux qu'elle prospère afin que nous n'ayons plus à jouer à l'étranger ».

### Retraite de certaines joueuses
Sue Bird a confirmé publiquement le 16 juin 2022 qu'elle se retirerait du basket-ball professionnel après la saison 2022 de la WNBA. Sa carrière s'est terminée le 7 septembre 2022 après la défaite du Storm en playoffs contre les Aces de Las Vegas. Au cours de ses vingt ans de carrière, elle a remporté quatre fois les finales de la WNBA en 2004, 2010, 2018 et 2020. Elle a été treize fois All-Star de la WNBA et huit fois dans une équipe All-WNBA, cinq étant des sélections de la première équipe et trois des sélections de la deuxième équipe. Au moment de sa retraite, elle est la leader en carrière de la WNBA pour les passes décisives.
Au cours de la saison 2022, Sylvia Fowles a annoncé qu'elle prendrait sa retraite à la fin de la saison. Au cours de ses quinze ans de carrière, elle a remporté les finales WNBA à deux reprises en 2015 et 2017 et a été nommée MVP des finales lors des deux victoires. Elle a été MVP de la saison régulière en 2017, huit fois All-Star de la WNBA et huit fois dans une équipe All-WNBA, trois étant des sélections de la première équipe et cinq des sélections de la deuxième équipe. Fowles a été la joueuse défensif de l'année à quatre reprises et nommé dans l'équipe All-Defensive de la WNBA dans onze de ses quinze saisons. Au moment de sa retraite, elle est la leader en carrière de la WNBA pour les rebonds.
Le 14 août 2022, Kia Vaughn annonce sa retraite. Au cours de ses treize années de carrière dans la WNBA, elle a joué pour cinq équipes différentes de la WNBA et a été nommée la joueuse ayant le plus progressé en 2011.
Le 16 janvier 2023, Maya Moore annonce qu'elle prend sa retraite. Moore n'avait pas joué depuis la saison 2018 et avait pris du temps pour se concentrer sur d'autres initiatives. Au cours de ses huit années de carrière, elle a remporté quatre fois les finales de la WNBA en 2011, 2013, 2015 et 2017. Moore a été nommée MVP de la finale en 2013, MVP de la saison régulière en 2014 et recrue de l'année en 2011. Elle a été six fois All-Star de la WNBA et nomme sept fois dans une équipe All-WNBA, cinq étant des sélections de la première équipe et deux des sélections de la deuxième équipe. Elle a également été nommée MVP du All-Star Game trois fois en 2015, 2017 et 2018.

### Draft
Le Fever de l'Indiana a remporté le choix de la draft WNBA 2023 à la loterie. C'est la première fois dans l'histoire de la franchise qu'ils remportaient le premier choix. Elles ont été suivis par le Lynx du Minnesota pour la deuxième place, le Dream d'Atlanta pour la troisième et les Mystics de Washington pour la quatrième. Les Mystics ont reçu le quatrième choix à la loterie après l'avoir échangé contre le choix des Sparks de Los Angeles lors de la saison 2022. Le Dream détenait à l'origine le choix des Sparks, mais l'a échangé aux Mystics avant la draft 2022.

#### Loterie pick
| Choix | Nom              | Position      | Nationalité | Équipe                                             | Provenance     |
| ----- | ---------------- | ------------- | ----------- | -------------------------------------------------- | -------------- |
| 1     | Aliyah Boston    | Ailière forte | États-Unis  | Fever de l'Indiana                                 | South Carolina |
| 2     | Diamond Miller   | Arrière       | États-Unis  | Lynx du Minnesota                                  | Maryland       |
| 3     | Maddy Siegrist   | Ailière       | États-Unis  | Wings de Dallas (via Atlanta)                      | Villanova      |
| 4     | Stephanie Soares | Ailière forte | Brésil      | Mystics de Washington (de Los Angeles via Atlanta) | Iowa State     |

### Période d'agents libres
La période d'agents libres a commencé le 21 janvier 2023 et les équipes ont pu signer officiellement les joueuses à partir du 1er février.

### Changements d’entraîneur
| Avant-saison          | Avant-saison            | Avant-saison      | Avant-saison |
| Équipe                | Ancien entraîneur       | Nouvel entraîneur | Référence    |
| --------------------- | ----------------------- | ----------------- | ------------ |
| Sparks de Los Angeles | Fred Williams (intérim) | Curt Miller       | [ 13 ]       |
| Fever de l'Indiana    | Carlos Knox (interim)   | Christie Sides    | [ 14 ]       |
| Wings de Dallas       | Vickie Johnson          | Latricia Trammell | [ 15 ]       |
| Sun du Connecticut    | Curt Miller             | Stephanie White   | [ 16 ]       |
| Mystics de Washington | Mike Thibault           | Eric Thibault     | [ 17 ]       |

## Déroulement de la saison

### Saison régulière
| Classement | Classement                | Classement | Classement | Classement | Classement | Classement | Classement |
| No         | Franchise                 | Vic.       | Def.       | MJ         | V/D        | GB         |            |
| ---------- | ------------------------- | ---------- | ---------- | ---------- | ---------- | ---------- | ---------- |
| 1          | x - Aces de Las Vegas     | 34         | 6          | 40         | .850       | -          |            |
| 2          | x - Liberty de New York   | 32         | 8          | 40         | .800       | 2          |            |
| 3          | x - Sun du Connecticut    | 27         | 13         | 40         | .675       | 7          |            |
| 4          | x - Wings de Dallas       | 22         | 18         | 40         | .550       | 12         |            |
| 5          | x - Dream d'Atlanta       | 19         | 21         | 40         | .475       | 15         |            |
| 6          | x - Lynx du Minnesota     | 19         | 21         | 40         | .475       | 15         |            |
| 7          | x - Mystics de Washington | 19         | 21         | 40         | .475       | 15         |            |
| 8          | x - Sky de Chicago        | 18         | 22         | 40         | .450       | 16         |            |
|            |                           |            |            |            |            |            |            |
| 9          | o - Sparks de Los Angeles | 17         | 23         | 40         | .425       | 17         |            |
| 10         | o - Fever de l'Indiana    | 13         | 27         | 40         | .325       | 21         |            |
| 11         | o - Storm de Seattle      | 11         | 29         | 40         | .275       | 23         |            |
| 12         | o - Mercury de Phoenix    | 9          | 31         | 40         | .225       | 25         |            |

Notes
- x – Qualifié pour les playoffs
- o – Eliminé de la course aux playoffs

Depuis la saison 2016, le classement final est ordonné sans distinction de conférence.

### Commissioner's Cup
| 1 | Liberty de New York   | 7 | 3 | 10 | +47 |
| 2 | Sun du Connecticut    | 7 | 3 | 10 | +45 |
| 3 | Dream d'Atlanta       | 6 | 4 | 10 | -7  |
| 4 | Mystics de Washington | 5 | 5 | 10 | +17 |
| 5 | Sky de Chicago        | 3 | 7 | 10 | -68 |
| 6 | Fever de l'Indiana    | 2 | 8 | 10 | -34 |

| 1 | Aces de Las Vegas     | 9 | 1 | 10 | +205 |
| 2 | Wings de Dallas       | 6 | 4 | 10 | +38  |
| 3 | Lynx du Minnesota     | 5 | 5 | 10 | -64  |
| 4 | Sparks de Los Angeles | 5 | 5 | 10 | +6   |
| 5 | Storm de Seattle      | 4 | 6 | 10 | -52  |
| 6 | Mercury de Phoenix    | 1 | 9 | 10 | -134 |

Finale
| 15 août 2023 18h00 EDT | Rapport | Liberty de New York 82, Aces de Las Vegas 63                      | Liberty de New York 82, Aces de Las Vegas 63 | Liberty de New York 82, Aces de Las Vegas 63        |  | Michelob Ultra Arena Affluence : 8,967 Arbitres : Roy Gulbeyan. Eric Brewton. Isaac Barnett | Amazon Prime |
| 15 août 2023 18h00 EDT | Rapport | Score par quart-temps : 17–11, 15–23, 24–14, 26–15                |                                              |                                                     |  | Michelob Ultra Arena Affluence : 8,967 Arbitres : Roy Gulbeyan. Eric Brewton. Isaac Barnett | Amazon Prime |
| 15 août 2023 18h00 EDT | Rapport | Score par mi-temps : 32-34, 50-29                                 |                                              |                                                     |  | Michelob Ultra Arena Affluence : 8,967 Arbitres : Roy Gulbeyan. Eric Brewton. Isaac Barnett | Amazon Prime |
| 15 août 2023 18h00 EDT | Rapport | Marine Johannès (17) Jonquel Jones (15) Courtney Vandersloot (10) | Points Rebonds Passes d.                     | Jackie Young (16) Deux joueuses (6) Kelsey Plum (6) |  | Michelob Ultra Arena Affluence : 8,967 Arbitres : Roy Gulbeyan. Eric Brewton. Isaac Barnett | Amazon Prime |
| 15 août 2023 18h00 EDT | Rapport | New York remporte la Commissioner's Cup                           |                                              |                                                     |  | Michelob Ultra Arena Affluence : 8,967 Arbitres : Roy Gulbeyan. Eric Brewton. Isaac Barnett | Amazon Prime |

### All-Star Game
| 15 juillet 2023 20h30 EDT | Rapport | Team Wilson 127, Team Stewart 143                    | Team Wilson 127, Team Stewart 143 | Team Wilson 127, Team Stewart 143                         |  | Michelob Ultra Arena, Las Vegas, Nevada Affluence : 9,472 Arbitres : Eric Brewton Ashley Gloss Randy Richardson | ABC, TSN/SN |
| 15 juillet 2023 20h30 EDT | Rapport | Score par quart-temps : 27-29, 36-44, 30-37, 34-33   |                                   |                                                           |  | Michelob Ultra Arena, Las Vegas, Nevada Affluence : 9,472 Arbitres : Eric Brewton Ashley Gloss Randy Richardson | ABC, TSN/SN |
| 15 juillet 2023 20h30 EDT | Rapport | Score par mi-temps : 63-73, 64-70                    |                                   |                                                           |  | Michelob Ultra Arena, Las Vegas, Nevada Affluence : 9,472 Arbitres : Eric Brewton Ashley Gloss Randy Richardson | ABC, TSN/SN |
| 15 juillet 2023 20h30 EDT | Rapport | Kelsey Plum (30) Aliyah Boston (11) Chelsea Gray (7) | Points Rebonds Passes d.          | Jewell Loyd (31) Brittney Griner (13) Breanna Stewart (9) |  | Michelob Ultra Arena, Las Vegas, Nevada Affluence : 9,472 Arbitres : Eric Brewton Ashley Gloss Randy Richardson | ABC, TSN/SN |

### Playoffs
|  | Premier tour | Premier tour          | Premier tour       |                     |                    | Demi-finales        | Demi-finales | Demi-finales |  |  | Finale | Finale            | Finale |
|  |              |                       |                    |                     |                    |                     |              |              |  |  |        |                   |        |
|  | 1            | Aces de Las Vegas     | 2                  |                     |                    |                     |              |              |  |  |        |                   |        |
|  | 8            | Sky de Chicago        | 0                  |                     |                    |                     |              |              |  |  |        |                   |        |
|  | 8            | Sky de Chicago        | 0                  |                     | 1                  | Aces de Las Vegas   | 3            |              |  |  |        |                   |        |
|  |              |                       |                    |                     | 1                  | Aces de Las Vegas   | 3            |              |  |  |        |                   |        |
|  |              | 4                     | Wings de Dallas    | 0                   |                    |                     |              |              |  |  |        |                   |        |
|  | 4            | 4                     | Wings de Dallas    | 0                   | Wings de Dallas    | 2                   |              |              |  |  |        |                   |        |
|  | 4            |                       |                    |                     | Wings de Dallas    | 2                   |              |              |  |  |        |                   |        |
|  | 5            | Dream d'Atlanta       | 0                  |                     |                    |                     |              |              |  |  |        |                   |        |
|  |              |                       |                    |                     |                    |                     |              |              |  |  | 1      | Aces de Las Vegas | 3      |
|  |              |                       | 2                  | Liberty de New York | 1                  |                     |              |              |  |  |        |                   |        |
|  | 2            | Liberty de New York   | 2                  |                     |                    |                     |              |              |  |  |        |                   |        |
|  | 7            | Mystics de Washington | 0                  |                     |                    |                     |              |              |  |  |        |                   |        |
|  | 7            | Mystics de Washington | 0                  |                     | 2                  | Liberty de New York | 3            |              |  |  |        |                   |        |
|  |              |                       |                    |                     | 2                  | Liberty de New York | 3            |              |  |  |        |                   |        |
|  |              | 3                     | Sun du Connecticut | 1                   |                    |                     |              |              |  |  |        |                   |        |
|  | 3            | 3                     | Sun du Connecticut | 1                   | Sun du Connecticut | 2                   |              |              |  |  |        |                   |        |
|  | 3            |                       |                    |                     | Sun du Connecticut | 2                   |              |              |  |  |        |                   |        |
|  | 6            | Lynx du Minnesota     | 1                  |                     |                    |                     |              |              |  |  |        |                   |        |

#### Finales
Match 1
| 8 octobre 2023 15h00 EDT | Rapport | #3 Liberty de New York 82, #1 Aces de Las Vegas 99               | #3 Liberty de New York 82, #1 Aces de Las Vegas 99 | #3 Liberty de New York 82, #1 Aces de Las Vegas 99  |  | Michelob Ultra Arena Affluence : 10,300 Arbitres : Roy Gulbeyan, Tim Green, Fatou Cissoko-Stephens | ABC, SN1 |
| 8 octobre 2023 15h00 EDT | Rapport | Score par quart-temps : 25–22, 24–24, 16–26, 17–27               |                                                    |                                                     |  | Michelob Ultra Arena Affluence : 10,300 Arbitres : Roy Gulbeyan, Tim Green, Fatou Cissoko-Stephens | ABC, SN1 |
| 8 octobre 2023 15h00 EDT | Rapport | Score par mi-temps : 49-46, 33-53                                |                                                    |                                                     |  | Michelob Ultra Arena Affluence : 10,300 Arbitres : Roy Gulbeyan, Tim Green, Fatou Cissoko-Stephens | ABC, SN1 |
| 8 octobre 2023 15h00 EDT | Rapport | Breanna Stewart (21) Jonquel Jones (10) Courtney Vandersloot (6) | Points Rebonds Passes d.                           | Deux joueuses (26) A'ja Wilson (8) Chelsea Gray (9) |  | Michelob Ultra Arena Affluence : 10,300 Arbitres : Roy Gulbeyan, Tim Green, Fatou Cissoko-Stephens | ABC, SN1 |
| 8 octobre 2023 15h00 EDT | Rapport | Las Vegas méne la série 1 à 0                                    |                                                    |                                                     |  | Michelob Ultra Arena Affluence : 10,300 Arbitres : Roy Gulbeyan, Tim Green, Fatou Cissoko-Stephens | ABC, SN1 |

Match 2
| 11 octobre 2023 21h00 EDT | Rapport | #3 Liberty de New York 76, #1 Aces de Las Vegas 104        | #3 Liberty de New York 76, #1 Aces de Las Vegas 104 | #3 Liberty de New York 76, #1 Aces de Las Vegas 104 |  | Michelob Ultra Arena Affluence : 10,232 Arbitres : Michael Price, Eric Brewton, Tiara Cruse | ESPN, TSN1/4/5 |
| 11 octobre 2023 21h00 EDT | Rapport | Score par quart-temps : 19–38, 25–14, 13–28, 19–24         |                                                     |                                                     |  | Michelob Ultra Arena Affluence : 10,232 Arbitres : Michael Price, Eric Brewton, Tiara Cruse | ESPN, TSN1/4/5 |
| 11 octobre 2023 21h00 EDT | Rapport | Score par mi-temps : 44-52, 32-52                          |                                                     |                                                     |  | Michelob Ultra Arena Affluence : 10,232 Arbitres : Michael Price, Eric Brewton, Tiara Cruse | ESPN, TSN1/4/5 |
| 11 octobre 2023 21h00 EDT | Rapport | Jonquel Jones (22) Breanna Stewart (13) Betnijah Laney (5) | Points Rebonds Passes d.                            | A'ja Wilson (26) A'ja Wilson (15) Chelsea Gray (11) |  | Michelob Ultra Arena Affluence : 10,232 Arbitres : Michael Price, Eric Brewton, Tiara Cruse | ESPN, TSN1/4/5 |
| 11 octobre 2023 21h00 EDT | Rapport | Las Vegas méne la série 2 à 0                              |                                                     |                                                     |  | Michelob Ultra Arena Affluence : 10,232 Arbitres : Michael Price, Eric Brewton, Tiara Cruse | ESPN, TSN1/4/5 |

Match 3
| 15 octobre 2023 15h00 EDT | Rapport | #1 Aces de Las Vegas 73, #3 Liberty de New York 87 | #1 Aces de Las Vegas 73, #3 Liberty de New York 87 | #1 Aces de Las Vegas 73, #3 Liberty de New York 87           |  | Barclays Center Affluence : 17,143 Arbitres : Maj Forsberg, Isaac Barnett, Randy Richardson | ABC, SN1 |
| 15 octobre 2023 15h00 EDT | Rapport | Score par quart-temps : 18–21, 22–22, 10–18, 23–26 |                                                    |                                                              |  | Barclays Center Affluence : 17,143 Arbitres : Maj Forsberg, Isaac Barnett, Randy Richardson | ABC, SN1 |
| 15 octobre 2023 15h00 EDT | Rapport | Score par mi-temps : 40-43, 33-44                  |                                                    |                                                              |  | Barclays Center Affluence : 17,143 Arbitres : Maj Forsberg, Isaac Barnett, Randy Richardson | ABC, SN1 |
| 15 octobre 2023 15h00 EDT | Rapport | Kelsey Plum (29) A'ja Wilson (11) Jackie Young (5) | Points Rebonds Passes d.                           | Jonquel Jones (27) Breanna Stewart (12) Sabrina Ionescu (11) |  | Barclays Center Affluence : 17,143 Arbitres : Maj Forsberg, Isaac Barnett, Randy Richardson | ABC, SN1 |
| 15 octobre 2023 15h00 EDT | Rapport | Las Vegas méne la série 2 à 1                      |                                                    |                                                              |  | Barclays Center Affluence : 17,143 Arbitres : Maj Forsberg, Isaac Barnett, Randy Richardson | ABC, SN1 |

Match 4
| 18 octobre 2023 20h00 EDT | Rapport | #1 Aces de Las Vegas 70, #3 Liberty de New York 69 | #1 Aces de Las Vegas 70, #3 Liberty de New York 69 | #1 Aces de Las Vegas 70, #3 Liberty de New York 69                      |  | Barclays Center Affluence : 16,851 Arbitres : Michael Price, Eric Brewton, Tiara Cruse | ESPN, TSN1/3/4 |
| 18 octobre 2023 20h00 EDT | Rapport | Score par quart-temps : 13–23, 17–16, 23–12, 17–18 |                                                    |                                                                         |  | Barclays Center Affluence : 16,851 Arbitres : Michael Price, Eric Brewton, Tiara Cruse | ESPN, TSN1/3/4 |
| 18 octobre 2023 20h00 EDT | Rapport | Score par mi-temps : 30-39, 40-30                  |                                                    |                                                                         |  | Barclays Center Affluence : 16,851 Arbitres : Michael Price, Eric Brewton, Tiara Cruse | ESPN, TSN1/3/4 |
| 18 octobre 2023 20h00 EDT | Rapport | A'ja Wilson (24) A'ja Wilson (16) Jackie Young (7) | Points Rebonds Passes d.                           | Courtney Vandersloot (19) Breanna Stewart (14) Courtney Vandersloot (6) |  | Barclays Center Affluence : 16,851 Arbitres : Michael Price, Eric Brewton, Tiara Cruse | ESPN, TSN1/3/4 |
| 18 octobre 2023 20h00 EDT | Rapport | Las Vegas remporte le titre 3 à 1                  |                                                    |                                                                         |  | Barclays Center Affluence : 16,851 Arbitres : Michael Price, Eric Brewton, Tiara Cruse | ESPN, TSN1/3/4 |

## Statistiques

### Meilleures joueuses par statistiques
| Catégorie                      | Joueuse              | Équipe      | Stat. |
| ------------------------------ | -------------------- | ----------- | ----- |
| Points par match               | Jewell Loyd          | Seattle     | 24,7  |
| Rebonds par match              | Alyssa Thomas        | Connecticut | 9,8   |
| Passes par match               | Courtney Vandersloot | New York    | 8,1   |
| Interceptions par match        | Jordin Canada        | Los Angeles | 2,3   |
| Contres par match              | A'ja Wilson          | Las Vegas   | 2,2   |
| Ballons perdus par match       | Alyssa Thomas        | Connecticut | 3,4   |
| Minutes jouées par match       | Arike Ogunbowale     | Dallas      | 37,2  |
| Pourcentage de réussite        | Aliyah Boston        | Indiana     | 57,8% |
| Pourcentage à 3 points         | Tyasha Harris        | Connecticut | 46,4% |
| Pourcentage aux lancers francs | Elena Delle Donne    | Washington  | 93,8% |

| Catégorie                      | Joueuse             | Équipe      | Stat. |
| ------------------------------ | ------------------- | ----------- | ----- |
| Points par match               | Rhyne Howard        | Atlanta     | 28,5  |
| Rebonds par match              | Teaira McCowan      | Dallas      | 12,6  |
| Passes par match               | Alyssa Thomas       | Connecticut | 10,3  |
| Interceptions par match        | Natasha Cloud       | Washington  | 2,0   |
| Contres par match              | Jonquel Jones       | New York    | 2,4   |
| Ballons perdus par match       | Allisha Gray        | Atlanta     | 3,5   |
| Minutes jouées par match       | Kayla McBride       | Minnesota   | 39,3  |
| Pourcentage de réussite        | Olivia Nelson-Ododa | Connecticut | 66,7% |
| Pourcentage à 3 points         | Tyasha Harris       | Connecticut | 54,2% |
| Pourcentage aux lancers francs | Natasha Cloud       | Washington  | 100%  |

### Statistiques d'équipe
| Catégorie                        | Équipe                | Stat. |
| -------------------------------- | --------------------- | ----- |
| Points par match                 | Aces de Las Vegas     | 92,8  |
| Rebonds par match                | Wings de Dallas       | 38,7  |
| Passes par match                 | Liberty de New York   | 24,1  |
| Interceptions par match          | Sparks de Los Angeles | 8,5   |
| Contres par match                | Aces de Las Vegas     | 4,8   |
| Pertes de balles par match (min) | Aces de Las Vegas     | 11,1  |
| Pertes de balles par match (max) | Mercury de Phoenix    | 14,8  |
| Pourcentage de réussite          | Aces de Las Vegas     | 48,6% |
| Pourcentage à 3 points           | Liberty de New York   | 37,4% |
| Pourcentage aux lancers francs   | Aces de Las Vegas     | 84%   |
| Différentiel de points (+)       | Aces de Las Vegas     | +15,6 |
| Différentiel de points (-)       | Mercury de Phoenix    | -10,8 |

| Catégorie                        | Équipe              | Stat. |
| -------------------------------- | ------------------- | ----- |
| Points par match                 | Aces de Las Vegas   | 86,3  |
| Rebonds par match                | Wings de Dallas     | 39,0  |
| Passes par match                 | Sun du Connecticut  | 22,6  |
| Interceptions par match          | Wings de Dallas     | 9,4   |
| Contres par match                | Liberty de New York | 6,2   |
| Pertes de balles par match (min) | Sun du Connecticut  | 9,4   |
| Pertes de balles par match (max) | Dream d'Atlanta     | 16,0  |
| Pourcentage de réussite          | Sun du Connecticut  | 46,2% |
| Pourcentage à 3 points           | Dream d'Atlanta     | 42,6% |
| Pourcentage aux lancers francs   | Aces de Las Vegas   | 89,2% |
| Différentiel de points (+)       | Aces de Las Vegas   | +15,1 |
| Différentiel de points (-)       | Sky de Chicago      | -31,8 |

## Récompenses

### Trophées annuels
| Récompenses                       | Vainqueur                             | Deuxième/Troisième                                                             |
| --------------------------------- | ------------------------------------- | ------------------------------------------------------------------------------ |
| WNBA Most Valuable Player         | Breanna Stewart (Liberty de New York) | Alyssa Thomas (Sun du Connecticut) A’ja Wilson (Aces de Las Vegas)             |
| WNBA Defensive Player of the Year | A’ja Wilson (Aces de Las Vegas)       | Alyssa Thomas (Sun du Connecticut) Brittney Sykes (Mystics de Washington)      |
| WNBA Rookie of the Year           | Aliyah Boston (Fever de l'Indiana)    |                                                                                |
| WNBA Sixth Player of the Year     | Alysha Clark (Aces de Las Vegas)      | DiJonai Carrington (Sun du Connecticut) Dana Evans (en) (Sky de Chicago)       |
| WNBA Most Improved Player         | Satou Sabally (Wings de Dallas)       | Jordin Canada (Sparks de Los Angeles) Alanna Smith (Sky de Chicago)            |
| WNBA Coach of the Year            | Stephanie White (Sun du Connecticut)  | Latricia Trammell (en) (Wings de Dallas) Sandy Brondello (Liberty de New York) |

- MVP des Finales WNBA :  A’ja Wilson (Aces de Las Vegas)
- MVP de la Commissioner's Cup :  Jonquel Jones (Liberty de New York)
- MVP All-Star Game :  Jewell Loyd (Storm de Seattle)
- WNBA Executive of the Year :  Jonathan Kolb[24] (Liberty de New York)
- Kim Perrot Sportsmanship Award :
- WNBA Community Assist Award :

| - All-WNBA First Team : - Breanna Stewart (Liberty de New York) - Alyssa Thomas (Sun du Connecticut) - A'ja Wilson (Aces de Las Vegas) - Napheesa Collier (Lynx du Minnesota) - Satou Sabally (Wings de Dallas) | - All-WNBA Second Team : - Nneka Ogwumike (Sparks de Los Angeles) - Jackie Young (Aces de Las Vegas) - Chelsea Gray (Aces de Las Vegas) - Jewell Loyd (Storm de Seattle) - Sabrina Ionescu (Liberty de New York) |

| - WNBA All-Defensive First Team : - A'ja Wilson (Aces de Las Vegas) - Breanna Stewart (Liberty de New York) - Alyssa Thomas (Sun du Connecticut) - Brittney Sykes (Mystics de Washington) - Jordin Canada (Sparks de Los Angeles) | - WNBA All-Defensive Second Team : - Napheesa Collier (Lynx du Minnesota) - Betnijah Laney (Liberty de New York) - Ezi Magbegor (Storm de Seattle) - Nneka Ogwumike (Sparks de Los Angeles) - Elizabeth Williams (Sky de Chicago) |

| - WNBA All-Rookie Team : - Aliyah Boston (Fever de l'Indiana) - Diamond Miller (Lynx du Minnesota) - Dorka Juhâsz (Lynx du Minnesota) - Jordan Horston (Storm de Seattle) - Li Meng (Mystics de Washington) |

### Joueuses de la semaine
| Semaine     | Conférence Est                              | Conférence Ouest                             |
| ----------- | ------------------------------------------- | -------------------------------------------- |
| 30 mai      | Breanna Stewart (Liberty de New York) (1/6) | Arike Ogunbowale (Wings de Dallas) (1/1)     |
| 6 juin      | Alyssa Thomas (Sun du Connecticut) (1/3)    | Nneka Ogwumike (Sparks de Los Angeles) (1/1) |
| 13 juin     | Breanna Stewart (Liberty de New York) (2/6) | Satou Sabally (Wings de Dallas) (1/1)        |
| 20 juin     | Aliyah Boston (Fever de l'Indiana) (1/1)    | Jewell Loyd (Storm de Seattle) (1/1)         |
| 27 juin     | Alyssa Thomas (Sun du Connecticut) (2/3)    | A'ja Wilson (Aces de Las Vegas) (1/4)        |
| 5 juillet   | Courtney Williams (Sky de Chicago) (1/1)    | Napheesa Collier (Lynx du Minnesota) (1/2)   |
| 13 juillet  | Breanna Stewart (Liberty de New York) (3/6) | Natasha Howard (Wings de Dallas) (1/1)       |
| 25 juillet  | Jonquel Jones (Liberty de New York) (1/1)   | A'ja Wilson (Aces de Las Vegas) (2/4)        |
| 1 août      | Breanna Stewart (Liberty de New York) (4/6) | Chelsea Gray (Aces de Las Vegas) (1/1)       |
| 8 août      | Alyssa Thomas (Sun du Connecticut) (3/3)    | Diana Taurasi (Mercury de Phoenix) (1/1)     |
| 15 août     | Breanna Stewart (Liberty de New York) (5/6) | A'ja Wilson (Aces de Las Vegas) (3/4)        |
| 29 août     | Kelsey Mitchell (Fever de l'Indiana) (2/3)  | A'ja Wilson (Aces de Las Vegas) (4/4)        |
| 4 septembre | Breanna Stewart (Liberty de New York) (6/6) | Napheesa Collier (Lynx du Minnesota) (1/2)   |

### Joueuses du mois
| Mois    | Conférence Est                              | Conférence Ouest                         |
| ------- | ------------------------------------------- | ---------------------------------------- |
| mai     | Breanna Stewart (Liberty de New York) (1/3) | Arike Ogunbowale (Wings de Dallas) (1/1) |
| juin    | Alyssa Thomas (Sun du Connecticut) (1/1)    | A'ja Wilson (Aces de Las Vegas) (1/3)    |
| juillet | Breanna Stewart (Liberty de New York) (2/3) | A'ja Wilson (Aces de Las Vegas) (2/3)    |
| août    | Breanna Stewart (Liberty de New York) (3/3) | A'ja Wilson (Aces de Las Vegas) (3/3)    |

### Rookies du mois
| Mois    | Joueuse                                  |
| ------- | ---------------------------------------- |
| mai     | Aliyah Boston (Fever de l'Indiana) (1/3) |
| juin    | Aliyah Boston (Fever de l'Indiana) (2/3) |
| juillet | Diamond Miller (Lynx du Minnesota) (1/1) |
| août    | Aliyah Boston (Fever de l'Indiana) (3/3) |

### Entraîneurs du mois
| Mois    | Coach                                       |
| ------- | ------------------------------------------- |
| mai     | Stephanie White (Sun du Connecticut) (1/1)  |
| juin    | Becky Hammon (Aces de Las Vegas) (1/1)      |
| juillet | Tanisha Wright (Dream d'Atlanta) (1/1)      |
| août    | Sandy Brondello (Liberty de New York) (1/1) |

## Pour approfondir